# José Manuel Monteiro de Carvalho e Silva

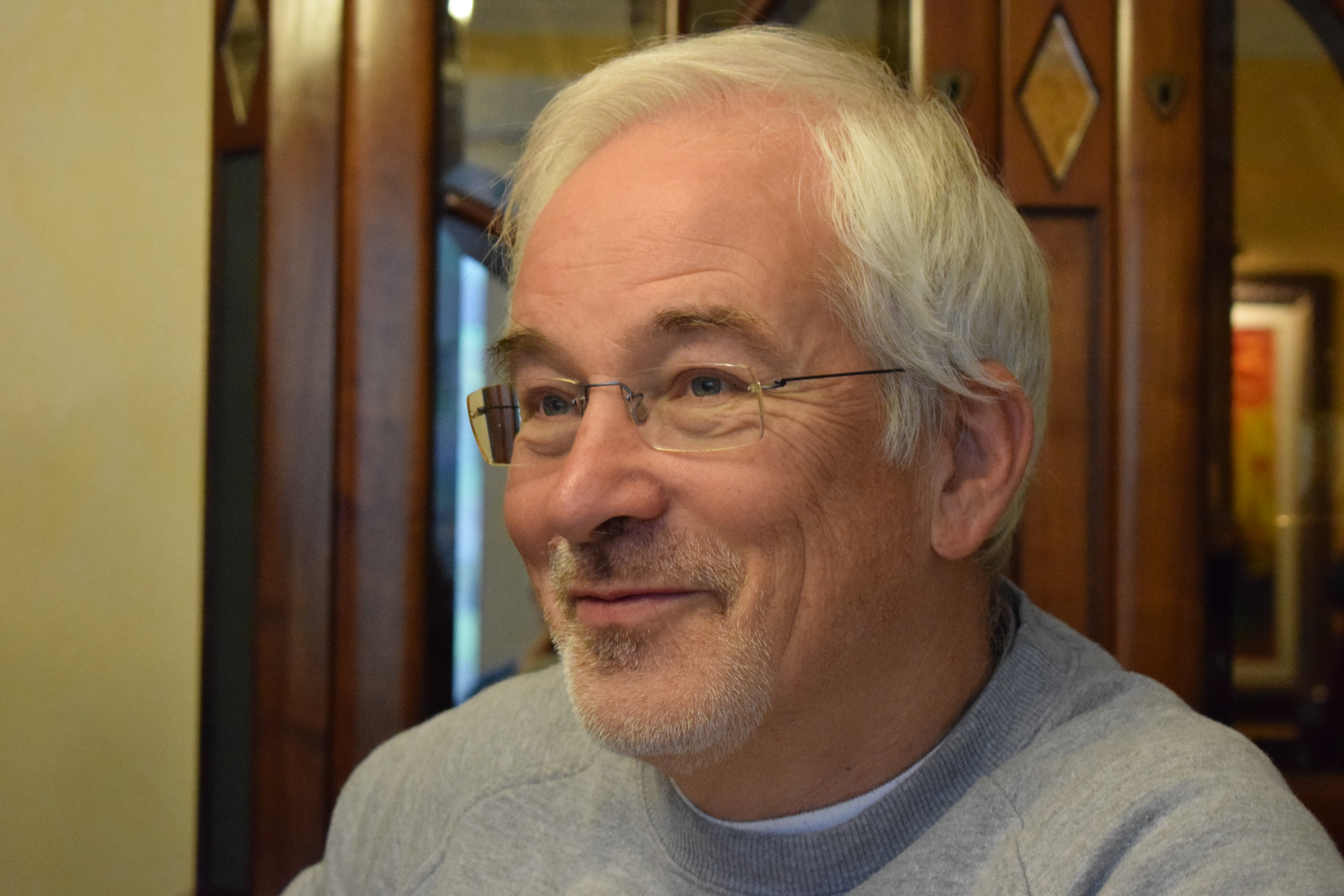
O médico e professor universitário José Manuel Silva em 2017.

José Manuel Monteiro de Carvalho e Silva (Pombal, Pombal, 18 de setembro de 1959) é um médico, antigo bastonário e político português. Nas Eleições Autárquicas de 2021, foi eleito presidente da Câmara Municipal de Coimbra, pela coligação "Juntos Somos Coimbra". Tomou posse a 18 de outubro de 2021.

## Biografia
Frequentou a escola primária dos Olivais, em Coimbra, e a Escola Secundária José Falcão. Assistente Hospitalar Graduado de Medicina Interna e ex-Chefe de Equipa do Serviço de Urgência dos Hospitais da Universidade de Coimbra (HUC/CHUC). Médico da VMER do INEM/HUC de 1996 a 2003. Doutorou-se em 1998 com Unanimidade, Distinção e Louvor em provas públicas na Universidade de Coimbra com tese em medicina interna. Ex-Coordenador da Consulta de Lipidologia dos HUC/CHUC. Ex-Vogal da Comissão de Qualidade e Segurança do Doente dos HUC/CHUC. Detentor da Competência em Gestão dos Serviços de Saúde. Mestre em Saúde Ocupacional. Professor Auxiliar de Medicina Interna e Regente da Cadeira de Medicina Geral e Familiar da Faculdade de Medicina de Coimbra. Pró-Reitor da Universidade de Coimbra em 2003-2004. Presidente da Sociedade Portuguesa de Aterosclerose de 2009 a 2011.
Autor ou co-autor de cerca de 600 trabalhos científicos apresentados ou publicados em congressos ou revistas nacionais e internacionais; onze comunicações e posters premiados. Moderou 60 mesas redondas e debates. Publicou um livro sobre “Colesterol, Lípidos e Doença Vascular”, Ed. LIDEL, e um CD de slides em Lipidologia.
Em 2005, ocupa a Presidência da Secção Regional do Centro da Ordem dos Médicos, eleito em dois triénios sequenciais, 2005-2007, 2008-2010. É membro do Conselho Nacional Executivo da Ordem dos Médicos, representante da Ordem dos Médicos na Associação Médica Mundial e Presidente da Sociedade Portuguesa de Aterosclerose.
Em 2011, foi eleito bastonário da Ordem dos Médicos. Terminou o segundo mandato em 2017.
É viúvo e tem três filhos.

## Presidência da Câmara Municipal de Coimbra
Em 2017, candidata-se como independente à Câmara Municipal de Coimbra pelo movimento "Somos Coimbra", cujo logotipo é um coração a envolver o perfil da cidade de Coimbra. Manteve-se ativo como vereador sem pelouro durante esse mandato (2017-2021).
Em 2021, foi novamente candidato à Câmara Municipal de Coimbra, liderando a coligação de sete partidos "Juntos Somos Coimbra" (PSD/CDS-PP/NC/PPM/A/RIR/V). A 26 de setembro do mesmo ano, foi eleito Presidente da Câmara Municipal de Coimbra, derrotando o incumbente Manuel Machado por maioria absoluta, apesar de não a ter conseguido obter na Assembleia Municipal. A tomada de posse ocorreu na tarde de 18 de outubro de 2021.